# GeForce

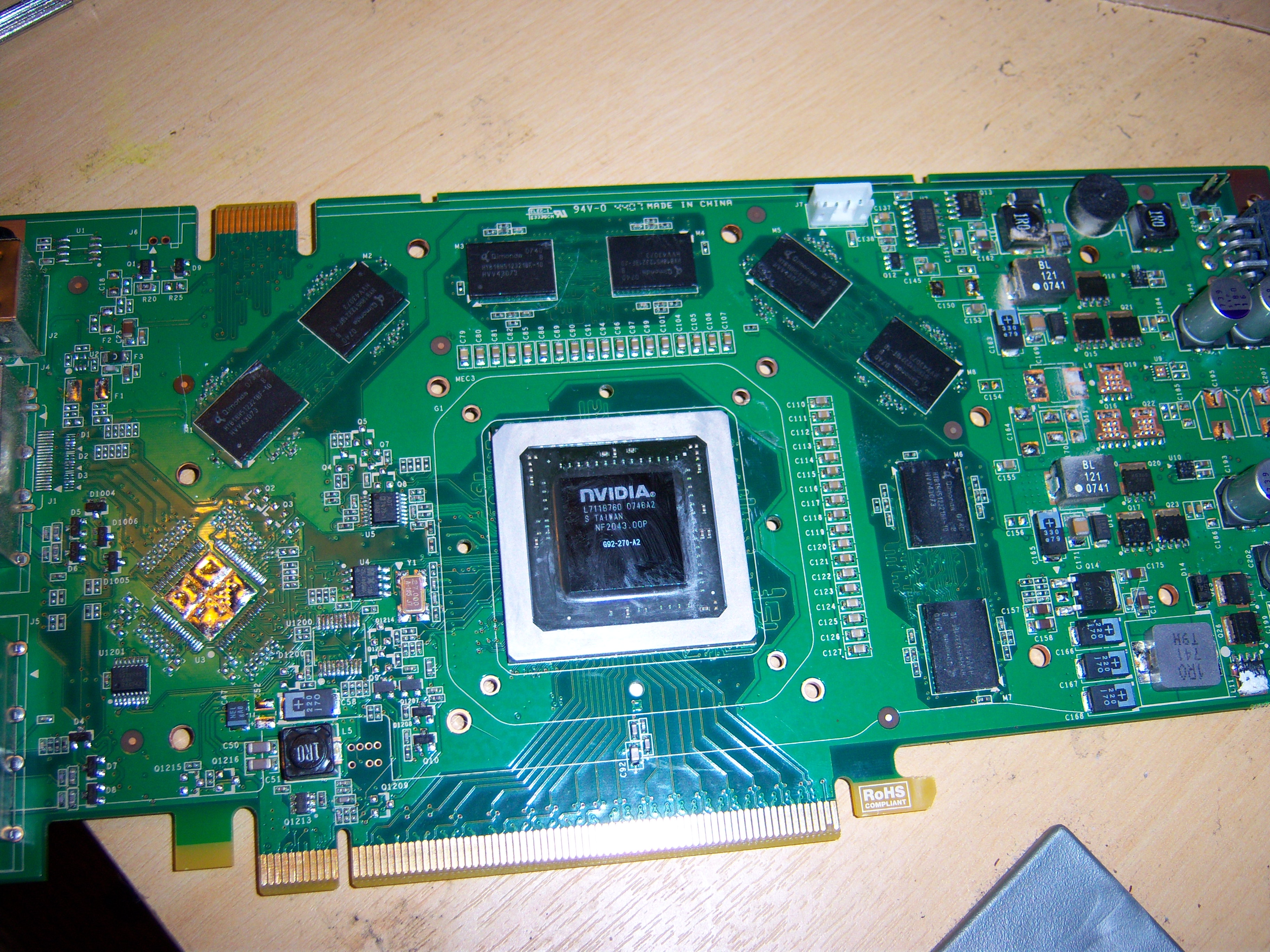
Fig.1 Exemple de targeta gràfica Geforce

GeForce és una marca d'unitat de procés de gràfics (GPU) dissenyada per l'empresa Nvidia des del 1999 i que estan integrades en les targetes gràfiques dels ordinadors, sistemes encrustats i equips mòbils.

## Generacions de processadors gràfics
| Nom            | Data          | Versió DirectX | Nombre de transistors | Tecnologia | Memòria DDR   |
| -------------- | ------------- | -------------- | --------------------- | ---------- | ------------- |
| GeForce 256    | Octubre 1999  | 7.0            | 23 milions            | -          | 32/64 MB      |
| GeForce 2      | Abril 2000    | 8.0            | 60 milions            | -          | 64/128 MB     |
| GeForce 3      | Febrer 2001   | 8.0            | 57 milions            | -          | 64/128 MB     |
| GeForce 4      | Febrer 2002   | 8.1            | 63 milions            | -          | 64/128 MB     |
| GeForce FX (5) | Gener 2003    | 9.0            | 125 milions           | -          | 128/256 MB    |
| GeForce 6      | Maig 2004     | 9.0            | 222 milions           | -          | 128/512 MB    |
| GeForce 7      | Juny 2005     | 9.0            | 302 milions           | -          | 128/512 MB    |
| GeForce 8      | Novembre 2006 | 10.0           | 681 milions           | 65-85 nm   | 128/1024 MB   |
| GeForce 9      | Febrer 2008   | 10.0           | 745 milions           | 65 nm      | 256/1536 MB   |
| GeForce 100    | Març 2009     | 10.0           | 754 milions           | 55 nm      | 512/1536 MB   |
| GeForce 200    | Juny 2008     | 10.0           | 1400 milions          | 65 nm      | 896 MB        |
| GeForce 300    | Novembre 2009 | 10.1           | 754 milions           | 40 nm      | 512/1536 MB   |
| GeForce 400    | Març 2010     | 11.0           | 3200 milions          | 40 nm      | 512/1024 MB   |
| GeForce 500    | Novembre 2010 | 11.0           | 3000 milions          | 40-65 nm   | 1024/3072 MB  |
| GeForce 600    | Març 2012     | 11.0           | 3540 milions          | 28-40 nm   | 512/3072 MB   |
| GeForce 700    | Febrer 2013   | 11.0           | 7100 milions          | 28 nm      | 1024/4096 MB  |
| GeForce 900    | Setembre 2014 | 12.0           | 5200 milions          | 28 nm      | 2048/4196 MB  |
| GeForce 10     | Maig 2016     | 12.1           | 7200 milions          | 14-16 nm   | 1227/11264 MB |